# El crimen del Congo
El Crimen del Congo (en inglés: The Crime of the Congo) es un libro escrito en el año 1909, por el escritor y médico británico Sir Arthur Conan Doyle, sobre las violaciones a los derechos humanos cometidos en el Estado Libre del Congo, un estado privado establecido y controlado por el monarca belga, Leopoldo II.

## Sinopsis
El libro fue concebido como una exposición hacia la situación del Estado Libre del Congo (denominado "régimen de caucho" por Conan Doyle), el cual es un territorio ocupado y designado como la propiedad privada de Leopoldo II de Bélgica y donde ocurrían graves abusos hacia los derechos humanos. Los habitantes indígenas de la región fueron brutalmente explotados y torturados, particularmente en el negocio lucrativo del caucho. En el prólogo de la obra, Conan Doyle escribió: " estoy convencido de que la razón de por qué la opinión pública no ha sido más sensible en la situación del Estado Libre del Congo, es debido a que esta terrible historia no ha impactado profundamente a las personas", una situación de la que él intenta rectificar. Conan Doyle estaba "firmemente de acuerdo" de que los crímenes cometidos en el Congo fueron "los más grande que se hayan conocido",y elogió la labor de la Asociación de Reforma del Congo. Conan Doyle se opuso fuertemente la anexión del estado por Bélgica, una situación destinada a poner fin al mandato privado del Rey. También señaló que la esclavitud y la caza furtiva de marfil seguían ocurriendo undado por el Rey belga, y explotado por la capital, los soldados y las concesionarias belgas. Y fue defendido por los sucesivos gobiernos belgas, que hicieron todo lo posible para desalentar a los Reformistas".

## Recepción
En el Daily Express el libro fue elogiado como "la acusación más poderosa jamás hecha hacia los gobernantes belgas de esta colonia manchada de sangre [nombre muy intenso para la época]". También señaló que "después de revisar la historia temprana del Estado Libre del Congo, Arthur cita el testimonio de muchos testigos intachables relacionados con las brutalidades del 'sistema del caucho', las mutilaciones y masacres a sangre fría de indígenas durante los últimos quince años".

## Consecuencias
Muchos académicos quiénes han analizado la vida de Conan Doyle han destacado su activismo, incluyendo su autoría del Crimen del Congo. En 2009, Cambridge Scholars Publishing lanzaron una reimpresión de la obra, en Selección de Obras de Sir Arthur Conan Doyle.[¿quién?][cita requerida]